# Aloe falcata
Aloe falcata ist eine Pflanzenart der Gattung der Aloen in der Unterfamilie der Affodillgewächse (Asphodeloideae). Das Artepitheton falcata stammt aus dem Lateinischen, bedeutet ‚sichelförmig‘.

## Beschreibung

### Vegetative Merkmale
Aloe falcata wächst stammlos oder kurz stammbildend und bildet in der Regel Gruppen. Die etwa 20 lanzettlich spitz zulaufenden Laubblätter bilden dichte, fast auf ihren Seiten liegende Rosetten. Die graugrüne bis glauke Blattspreite ist etwa 30 Zentimeter lang und 7 Zentimeter breit. An ihrer Spitze befindet sich meist ein Dorn. Die Blattoberfläche ist glatt. Auf der Unterseite ist sie nahe der Spitze leicht gekielt. Auf dem Kiel befinden sich etwa sechs Stacheln. Die rötlich braunen, hornigen Zähne am Blattrand sind 5 Millimeter lang und stehen 10 Millimeter voneinander entfernt.

### Blütenstände und Blüten
Der Blütenstand besteht aus bis zu zehn Zweigen und erreicht eine Länge von bis zu 60 Zentimeter. Die unteren Zweige sind gelegentlich nochmals verzweigt. Die meist zylindrisch spitz zulaufenden Trauben sind bis zu 30 Zentimeter (selten bis zu 40 Zentimeter) lang und 7 Zentimeter breit. Die deltoid spitz zulaufenden Brakteen weisen eine Länge von 20 Millimeter auf. Die trüb rötlichen bis hell scharlachrote und nur selten gelben Blüten stehen an etwa 20 Millimeter langen Blütenstielen. Die Blüten sind 40 Millimeter lang und an ihrer Basis kurz verschmälert. Auf Höhe des Fruchtknotens weisen die Blüten einen Durchmesser von 7 Millimeter auf. Darüber sind sie kaum verengt. Ihre äußeren Perigonblätter sind auf einer Länge von 10 Millimetern nicht miteinander verwachsen. Die Staubblätter ragen 8 Millimeter und der Griffel ragt 10 Millimeter aus der Blüte heraus.

## Systematik und Verbreitung
Aloe falcata ist in den südafrikanischen Provinzen Nordkap und Westkap auf trockenen Ebenen in Höhen von 600 bis 915 Metern verbreitet.
Die Erstbeschreibung durch John Gilbert Baker wurde 1880 veröffentlicht.

## Nachweise